# Guild Wars Factions
Guild Wars Factions is het tweede hoofdstuk van Guild Wars.
Factions kan worden toegevoegd aan het eerste en derde deel, Guild Wars Prophecies en Guild Wars Nightfall, om zo de speelwereld te vergroten met twee nieuwe gebieden.
Ook kan Guild Wars Factions zonder Prophecies of Nightfall in bezit te hebben worden gespeeld, alleen de Factions wereld is dan toegankelijk. Zoals bij Prophecies en Nightfall, moet de speler geen maandelijkse kosten betalen.

## Beroepen
In Guild Wars Factions zijn er twee nieuwe beroepen beschikbaar:
- Assassin
- Ritualist

Voor een overzicht van alle beroepen zie de Guild Wars pagina.

## Toevoegingen
Alliances
Met de komst van Guildwars Factions, kwam ook de mogelijkheid om een alliantie te maken. Hiermee kan de speler maximaal 10 (1 leidende en 9 geallieerde) gildes aan elkaar koppelen. Ze kunnen dan elkaars guild hall bezoeken en met elkaar praten.
Ook moeten spelers en gildes nu een kant kiezen: Luxon of Kurzick.
Het verschil is niet zo groot, de speler kan als Luxon speler namelijk ook in Kurzick steden komen en andersom.
Ook is er nu de mogelijkheid om alliance factions te verzamelen. De speler gaat dan via de guild hall naar de battle, maar een groepje van 4 man en dan begint het. Er worden dan 3 groepjes van 4 man per kant bij elkaar gezet. Het wordt dus een 12 tegen 12 gevecht. Het is de bedoeling om in zo'n gevecht zo veel mogelijk control points te veroveren en te behouden. Voor iedere 5 seconden dat je een controle punt behoudt, krijgt de speler punten. Het spel stopt wanneer een van de teams 500 punten heeft, of als een team alle controle punten langer dan 1 minuut weet te behouden. Uiteindelijk kan de speler met de alliance faction een stad beheren. Als mensen dan de stad binnengaan staat er dat deze behoort aan het gilde van de speler. Zo'n gilde kan dan speciale korting krijgen bij de handelaren.